# Feminnem
Le Feminnem sono un gruppo musicale femminile originario della Croazia e della Bosnia ed Erzegovina composto da Neda Parmać (1985), Nika Antolos (1989) e Pamela Ramljak (1979).
Il gruppo si è composto nel 2004 e ha pubblicato due album di inediti (di cui uno pubblicato anche in versione internazionale) e una raccolta.
Hanno rappresentato la Bosnia ed Erzegovina all'Eurovision Song Contest 2005 e la Croazia all'Eurovision Song Contest 2010, per poi sciogliersi nel 2012. 
Il ritorno del trio è stato annunciato il 1º giugno 2022 con la pubblicazione del singolo Zajedno.

## Storia
Le componenti, conosciutesi in occasione delle selezioni di Hrvatski Idol, versione locale del talent show britannico Pop Idol, hanno subito deciso di unirsi formando un gruppo vocale. Hanno debuttato nel 2004 con il singolo Volim te, mrzim te, nel 2005 hanno rappresentato la Bosnia ed Erzegovina all'Eurovision Song Contest 2005 con il brano in inglese Call Me, brano pop composto dal croato Andrej Babić, con il quale si sono classificate quattordicesime nella classifica finale.
A Call Me è seguito un ulteriore singolo, Reci nešto, al' ne šuti više, e l'album di debutto del gruppo, Feminnem Show, pubblicato il 20 dicembre 2005 dall'etichetta discografica Croatia Records. Dal disco è stato estratto un terzo singolo, 2 srca 1 ljubav, nel 2006.
Nel 2007 hanno pubblicato un brano inedito, Navika, con il quale hanno partecipato alle selezioni nazionali per rappresentare della Croazia all'Eurovision Song Contest 2007, a cui sono seguiti nel 2008 Chanel 5 e Ovisna. L'anno successivo hanno pubblicato Poljupci u boji, con cui hanno partecipato per la seconda volta alle selezioni per rappresentare la Croazia, stavolta all'Eurovision Song Contest 2009, ottenendo il terzo posto. Nello stesso anno sono poi seguiti  Oye, oye, oye, collaborazione con Alex Manga e Sve što ostaje.
Hanno partecipato una seconda volta all'Eurovision Song Contest nel 2010, stavolta rappresentando la Croazia, vincendo il DORA con Lako je sve, senza però raggiungere la finale. Tale brano è stato inciso anche in inglese, russo e italiano. Questa canzone ha dato anche il nome al loro secondo disco, che dopo la partecipazione all'Eurovision Song Contest è stato pubblicato anche in versione internazionale con il titolo in lingua inglese Easy to See. In questo lavoro sono stati inseriti tutti i precedenti singoli non estratti dall'album di debutto, e ne è stato estratto un altro, Baš mi je dobro, anche titolo della prima raccolta del gruppo uscita nel mese di dicembre.
Nel 2011 hanno poi pubblicato Sve što ti nisam znala dati e Subota bez tebe e il duetto pubblicato come singolo di beneficenza Ruka dobrote, inciso insieme ad altri artisti.
Il 21 febbraio 2012 hanno annunciato il termine delle attività di gruppo per avviare delle carriere come soliste. Per poi ritornare nel 2022 con la pubblicazione del singolo Zajedno.

## Discografia

### Album
- 2005 - Femminem Show
- 2010 - Lako je sve (uscito anche come versione internazionale col titolo Easy to See)

#### Raccolte
- 2010 - Baš mi je dobro

### Singoli
- 2004 - Volim te, mrzim te
- 2005 - Call Me
- 2005 - Reci nešto, al' ne šuti više
- 2006 - 2 srca 1 ljubav
- 2007 - Navika
- 2008 - Chanel 5
- 2008 - Ovisna
- 2009 - Poljupci u boji
- 2009 - Oye, oye, oye (feat. Alex Manga)
- 2009 - Sve što ostaje
- 2010 - Lako je sve
- 2010 - Baš mi je dobro
- 2011 - Sve što ti nisam znala dati
- 2011 - Subota bez tebe
- 2022 - Zajedno